# Georg von Gayl
Georg Gustav Freiherr von Gayl (* 25. Februar 1850 in Berlin; † 3. Mai 1927 in Stolp) war ein preußischer General der Infanterie im Ersten Weltkrieg. Von 1913 bis 1917 war er zudem Geschäftsführender Vizepräsident der Deutschen Kolonialgesellschaft.

## Leben

### Herkunft
Georg entstammte einer alten Soldatenfamilie, die eine Vielzahl hoher preußischer Offizier hervorgebracht hatte. Er war der Sohn des späteren Generals der Infanterie Wilhelm von Gayl (1814–1879) und dessen Ehefrau Elise Pauline Friederike Ulrike, geborene von Dassel (1820–1899). Einer seiner Vorfahren, Otto Wilhelm Ernst von Gayl, war am 25. August 1810 durch König Friedrich Wilhelm III. von Preußen mit dem Orden Pour le Mérite ausgezeichnet worden.

### Militärkarriere
Gayl wurde im elterlichen Hause erzogen, besuchte eine Realschule sowie ein Gymnasium und absolvierte anschließend verschiedene Kadettenhäuser. Er wurde daraufhin am 12. April 1869 als Sekondeleutnant dem 7. Thüringischen Infanterie-Regiment Nr. 96 der Preußischen Armee in Gera überwiesen. Mit diesem Verband nahm Gayl während des Krieges gegen Frankreich 1870/71 an den Kämpfen bei Beaumont, Sedan, Saint-Quentin und Pierrefitte sowie der Belagerung von Paris teil. Für seine Leistungen erhielt er das Eiserne Kreuz II. Klasse.
Vom 1. Juli 1871 bis 1. Januar 1872 fungierte Gayl als Adjutant des III. Bataillons, um anschließend bis 30. September 1873 die Stellung als Regimentsadjutant einzunehmen. Es folgte seine Kommandierung vom 1. Oktober 1873 bis Juli 1876 zur Kriegsakademie. Am 30. April 1877 erhielt Gayl seine Beförderung zum Premierleutnant und wurde am 11. Dezember des Jahres als Adjutant der 30. Infanterie-Brigade nach Koblenz versetzt. Nach eineinhalbjähriger Dienstzeit dort, kommandierte man Gayl in den Großen Generalstab nach Berlin. Hier verblieb er drei Jahre und wurde anschließend nach Frankfurt (Oder) in das Leib-Grenadier-Regiment (1. Brandenburgisches) Nr. 8 versetzt. Zeitgleich mit der Beförderung zum Hauptmann übernahm er als Chef die 3. Kompanie des Regiments. In dieser Funktion verblieb Gayl bis zum 3. Dezember 1884, um dann kurzzeitig in den Großen Generalstab und anschließend in den Generalstab des X. Armee-Korps zu kommen. Am 20. Mai 1886 versetzte man Gayl als Ersten Generalstabsoffizier in den Generalstab der 8. Division und nach drei Jahren in der gleichen Funktion in den Generalstab des IX. Armee-Korps. Zwischenzeitlich war er am 22. März 1889 Major geworden. Als solcher wurde Gayl am 26. November 1892 Kommandeur des II. Bataillons des 2. Hanseatische Infanterie-Regiment Nr. 76. Nach seiner Beförderung am 14. Mai 1894 zum Oberstleutnant rückte Gayl am 18. August 1894 in den Regimentsstab auf. Gayl wurde dann am 27. Januar 1894 ein weiteres Mal zum IX. Armee-Korps versetzt, wo er ab diesem Zeitpunkt als Chef des Generalstabes fungierte.
Eine besondere Ehre wurde Gayl zuteil, als er in der Funktion des Chefs des Generalstabes der Ost-Armee-Abteilung zum Kaisermanöver zwischen Schlesien und Sachsen am 28. Mai 1896 kommandiert wurde. Das Kaisermanöver war alljährlich der militärische Höhepunkt des Jahres. Kaiser Wilhelm II. nahm an dem mehrere Tage andauernden Manöver nicht nur als Besucher, sondern auch als Akteur bei den Korps teil. Am 25. November 1898 ernannte man den Oberst (seit 22. März 1897) zum Kommandeur des Infanterie-Regiments „Prinz Louis Ferdinand von Preußen“ (2. Magdeburgisches) Nr. 27 in Halberstadt. Von diesem Kommando wurde Gayl am 22. Juli 1900 entbunden und kurzzeitig mit der Vertretung des Kommandeurs der 74. Infanterie-Brigade in Marienburg beauftragt.
Mit Wirkung zum 12. August 1900 wurde Gayl zum Generalmajor befördert und zum Oberquartiermeister des Armee-Oberkommandos Ostasien unter Generalfeldmarschall Alfred von Waldersee ernannt. Zeitgleich fungierte er vom 5. Dezember 1900 bis zum 26. April 1901 auch als Präsident des Komitees zur Verwaltung der Stadt Peking. Anschließend zum Chef des Generalstabs des Armee-Oberkommandos in Ostasien ernannt, nahm Gayl während des Boxeraufstandes an der Flottenunternehmung auf Schanhaikwan, den Expeditionen nach Paotingfu, Itschou, Heiling nahe der Chinesischen Mauer, auf Kalgan und gegen Houlu, sowie den Gefechten bei Tschingkwan und Ankiatschwang teil. Für seine Verdienste in China zeichnete Wilhelm II. ihn mit dem Roten Adlerorden II. Klasse mit Eichenlaub und Schwertern aus. Nach der Beendigung der Mission und Auflösung des Armee-Kommandos wurde Gayl am 21. Juni 1901 zu den Offizieren von der Armee überführt.
Am 6. August 1901 wurde Gayl in der Preußischen Armee wieder angestellt und am 18. Dezember zum Kommandeur der 14. Infanterie-Brigade in Halberstadt ernannt. Dieser Brigade war auch sein ehemaliges Regiment unterstellt und er kommandierte diesen Großverband bis zu seiner Versetzung am 27. Januar 1903 in den Großen Generalstab. Dort war Gayl als Oberquartiermeister tätig sowie zeitgleich ab 18. Mai 1903 auch Chef des Generalstabs der I. Armee-Inspektion in Danzig. Nachdem man Gayl am 24. April 1904 zum Generalleutnant befördert hatte, wurde er am 13. Februar 1906 Kommandeur der 21. Division in Frankfurt am Main. Dieses Kommando führte er zwei Jahre lang und wurde am 5. März 1908 unter Verleihung des Charakters als General der Infanterie mit der gesetzlichen Pension zur Disposition gestellt.
Am 13. September 1912 bewilligte man Gayl die Erlaubnis zum Tragen der Uniform des Infanterie-Regiments „Prinz Louis Ferdinand von Preußen“ (2. Magdeburgisches) Nr. 27.
1912 erfolgte seine Berufung in das Preußische Herrenhaus. Gayl unternahm umfangreiche Reisen und besuchte mehrfach die Deutschen Kolonien und Schutzgebiete. Über seine dabei gemachten Erfahrungen und Beobachtungen hielt er in Deutschland zahlreiche Vorträge. 1913 wurde er geschäftsführender Vizepräsident der Deutschen Kolonialgesellschaft.
Mit der Mobilmachung am 1. August 1914 stellte Gayl sich zur Verfügung, wurde einberufen und zunächst als Höherer Ersatz-Kommandeur z. b. V. verwendet. Am 20. August 1914 ernannte man ihm zum Kommandeur der neu aufgestellten 10. Ersatz-Division, die der 10. Armee zugeteilt war und mit der er sich an der Schlacht in Lothringen vom 20. bis 21. August 1914 beteiligte. Im weiteren Verlauf des Jahres folgten schwere Kämpfe zwischen Maas und Mosel, bevor die Division bei Flirey in den Grabenkrieg überging. 1916 kam der Verband in der Schlacht an der Somme zum Einsatz, wurde ermüdungsbedingt abgelöst und in die Champagne verlegt. Von dort kämpfte sie im mehrmonatigen Stellungskrieg vor Verdun und beteiligte sich dann an der Schlacht an der Aisne.
Gayl wurde am 24. Mai 1917 von seinem Posten abberufen und als Offizier von der Armee zur Verfügung gestellt. Man übertrug ihm dann am 20. August 1917 das Kommando über die 13. Landwehr-Division, die in der Siegfriedstellung lag. Obwohl der Verband aufgrund der Ausrüstung und Gliederung lediglich den Status einer Stellungsdivision hatte, beteiligte sie sich ab 21. März 1918 an der Durchbruchschlacht bei St. Quentin-Le Fére. Dabei gelang es die Oise zu überschreiten und den Feind bis an den Crozat-Kanal sowie Chauny zurückzudrängen. Für die Leistung der Division erhielt Gayl am 8. Mai 1918 den Orden Pour le Mérite verliehen. Im letzten Kriegsjahr befehligte Gayl seine Division u. a. am Sturm auf den Chemin des Dames und zuletzt in der Woëvre-Ebene.
Nach dem Waffenstillstand marschierte die Division in die Heimat zurück, wo sie demobilisiert und aufgelöst wurde. Gayl schied daraufhin am 2. Dezember 1918 aus dem Militärdienst und wurde endgültig in den Ruhestand verabschiedet.

### Familie
Georg von Gayl heiratete 1880 seine erste Frau Anna von Gerstenbergk Edle von Zech (1855–1899). Seine zweite Frau, Erna Franziska Eugenie von Puttkamer (* 1873), heiratete er 1919.

## Auszeichnungen (Stand Mai 1907)
- Stern zum Kronenorden II. Klasse[4]
- I. Klasse des Ordens Heinrichs des Löwen mit Schwertern[4]
- Ehrenkreuz von Schwarzburg I. Klasse[4]
- Großkreuz des Herzoglich Sachsen-Ernestinischen Hausordens mit Schwertern[4]
- Komtur des Hausordens der Wendischen Krone[4]
- Großkreuz des Greifenordens[4]
- Mecklenburger Militärverdienstkreuz II. Klasse[4]
- Komtur I. Klasse des Albrechts-Ordens mit Schwertern[4]
- Komtur des Ordens der Württembergischen Krone mit Schwertern[4]